# Beautiful World (Arashi)
Beautiful World è il decimo album studio del gruppo musicale giapponese degli Arashi. L'album è stato pubblicato il 6 luglio 2011 dalla J-Storm ed ha raggiunto la prima posizione della classifica Oricon degli album più venduti in Giappone, oltre ad essere stato certificato come l'album più venduto del 2011 in Giappone.

## Tracce
1. Rock this - 3:37
2. Mada Minu Sekai e (まだ見ぬ世界へ) - 4:06
3. Løve Rainbow - 4:40
4. always - 4:02
5. Shake it! - 3:36
6. Niji no Kakera〜no rain, no rainbow〜 (虹のカケラ〜no rain, no rainbow〜) - 3:53
7. Dear Snow - 4:44
8. Hung up on - 3:54
9. Joy - 3:54
10. Doko ni Demo Aru Uta (どこにでもある唄) - 5:31
11. negai - 4:07
12. Lotus - 4:24
13. Janakute (「じゃなくて」) - 3:42
14. morning light - 3:43
15. To be free - 3:43
16. Kono Mama Motto (このままもっと) - 4:43
17. Hatenai Sora (果てない空) - 4:26
18. Tooku Made (遠くまで) - 4:37
19. Kagerô (エナジーソング〜絶好調超!!!!〜) - 3:46